# Bawum
Bawum est un village du Cameroun situé dans l’arrondissement de Bafut, dans le département de Mezam et dans la Région du Nord-Ouest. C'est aussi le siège d'une chefferie traditionnelle de 2e degré.

## Population
Lors du recensement de 2005, on a dénombré 2 515 habitants à Bawum, dont 1 096 hommes et 1 419 femmes.

## Établissement scolaire
Entre autres, le GBSS Bawum, un établissement scolaire public du sous-système bilingue, dispense un enseignement général de 1er cycle.